# Laudate Deum
Laudate Deum (traducibile in italiano in Lodate Dio) è la sesta esortazione apostolica di papa Francesco, pubblicata il 4 ottobre 2023, festa di San Francesco d'Assisi.
Il documento, considerato un aggiornamento dell'enciclica Laudato si' pubblicata nel 2015 dallo stesso Pontefice, condivide la tesi del riscaldamento globale causato dall'uomo, definendola "innegabile".
il documento propone anche il ruolo della musica e spiritualità ecologica in un cammino educativo per i giovani: la bellezza dell'arte, e in particolare della musica, come fida alleata per rinnovare il legame profondo con la casa comune, per un'educazione al bene e al vero che crei un nuovo approccio cosciente al tema della sostenibilità ambientale.